# Retro Force
Retro Force est un jeu vidéo de type shoot them up à scrolling multidirectionnel sorti en 1999 sur PlayStation. Le jeu a été développé et édité par Psygnosis.